# Copa de la Reina de fútbol sala 2023
La Copa S.M. de la Reina de Fútbol Sala Femenino de 2023 será la vigesimonovena edición de dicha competición española. Este año participarán 16 equipos de primera división y 31 de segunda.

## Formato competición
En esta temporada jugarán un total de 47 equipos, los 16 equipos de primera división de la Primera División femenina de fútbol sala y los ocho mejores clasificados de cada uno de los cuatro grupos de la segunda división, siempre que no sean equipos filiales.
La primera eliminatoria será el 17 de septiembre, y se empezará la competición en la ronda de treintadosavos de final donde se enfrentarán los equipos de segunda a partido único que se enfrentarán por proximidad geográfica, sorteando solo que equipo ejercerá como local.
La segunda eliminatoria será el 1 de noviembre y enfrentarán los 16 equipos clasificados de segunda división contra los 16 equipos de primera división. jugándose en campo del equipo de menor categoría.
La tercera eliminatoria será el 6 de diciembre y jugarán los 16 equipos  clasificados de la anterior eliminatoria, en caso de que sean de diferente categoría, se jugaría en campo del equipo de menor categoría.
Con los ocho equipos resultantes jugarán en una sede única y los enfrentamientos se realizaran por sorteo, se jugará entre el 28 y el 30 de abril.

## Participantes
| 1.ª División AD Sala Zaragoza FS Gran Canaria FSF Teldeportivo Clínica Blasco Joventut d'Elx Pescados Rubén Burela FS Marín Futsal Ourense CF Envialia Poio Pescamar FS Viaxes Amarelle FS Arriva AD Alcorcón FSF CD Futsi Atlético Navalcarnero CD Leganés FS Rayo Majadahonda FSF/Afar4 FSF Móstoles Melilla Sport Capital Torreblanca La Boca te Lía Futsal Alcantarilla STV Roldán | 2.ª División Nueces de Ronda Atlético Torcal Deportivo Córdoba Cajasur FS Mabe CD El Ejido Futsal Guadalcacín FSF Martos FS Jaén Paraíso Interior Cesar Augusta FSF AD Intersala 10 Zaragoza Spring Cider Rodiles FSF CD Segosala Unami Almagro FS CD Chiloeches Merkocash Salesianos Puertollano CN Caldes FS Castelldefels Assesoría Pear CD La Concordia | 2.ª División Les Corts AE Mecanoviga Eixample FS AE Penya Esplugues CD IES Luis de Camoens Feme Castellón CFS Xaloc Alicante FS CD Mosteiro Bembrive FS FSF O Castro Cidade de As Burgas GLS Valdetires Ferrol FSF CD Básico Rivas Futsal CSF San Fernando Desguaces París La Algaida FS UDC Txantrea KKE CD Promesas EDF |

## Rondas clasificatorias

### Treintaidosavos de final
Disputaron la primera ronda del torneo los 31 equipos de Segunda División. Los emparejamientos se decidieron por proximidad y se sorteó quien ejercía como local, el sorteo se celebró el 9 de septiembre de 2022 en la Ciudad del Fútbol de Las Rozas. La eliminatoria se jugó a partido único el 17 de septiembre de 2022.
| Local                           | Resultado    | Visitante                        |
| ------------------------------- | ------------ | -------------------------------- |
| Spring Cider Rodiles FSF        | Exento       |                                  |
| UDC Txantrea KKE                | 1–2 (t. s.)  | CD Promesas EDF                  |
| Valdetires Ferrol FSF           | 4–4 (4:3 p.) | FSF O Castro                     |
| Cidade de As Burgas GLS         | 3–2          | CD Mosteiro Bembrive FS          |
| FS Castelldefels Assesoría Pear | 0–2          | AE Penya Esplugues               |
| AD Intersala 10 Zaragoza        | 4–0          | Cesar Augusta FSF                |
| CN Caldes                       | 5–2          | CD La Concordia                  |
| Mecanoviga Eixample FS          | 3–2          | Les Corts AE                     |
| Feme Castellón CFS              | 2–1          | Xaloc Alicante FS                |
| Desguaces París La Algaida FS   | 3–5          | Mabe CD El Ejido Futsal          |
| Nueces de Ronda Atlético Torcal | 6–1          | Martos FS Jaén Paraíso Interior  |
| CD IES Luis de Camoens          | 4–0          | Guadalcacín FSF                  |
| Deportivo Córdoba Cajasur FS    | 1–2          | Merkocash Salesianos Puertollano |
| Unami                           | 0–2          | CD Segosala                      |
| CD Chiloeches                   | 3–2          | CSF San Fernando                 |
| Almagro FS                      | 6–2          | CD Básico Rivas Futsal           |

### Dieciseisavos de final
Disputaron la primera ronda del torneo los 32 equipos de Primera y Segunda. El sorteo se celebró el 21 de septiembre de 2022 en la Ciudad del Fútbol de Las Rozas, y los emparejamientos son entre un equipo de primera división y uno de segunda, jugándose en el pabellón del club de menor categoría. La eliminatoria se jugó a partido único el 1 de noviembre de 2022
| Local                            | Resultado    | Visitante                          |
| -------------------------------- | ------------ | ---------------------------------- |
| AD Intersala 10 Zaragoza         | 1–4          | Melilla Sport Capital Torreblanca  |
| Spring Cider Rodiles FSF         | 5–4          | CD Leganés FS                      |
| Feme Castellón CFS               | 3–5          | Marín Futsal                       |
| Mabe CD El Ejido Futsal          | 2–13         | CD Futsi Atlético Navalcarnero     |
| Almagro FS                       | 5–3          | AD Sala Zaragoza FS                |
| AE Penya Esplugues               | 0–7          | Pescados Rubén Burela FS           |
| CN Caldes                        | 0–1          | Gran Canaria FSF Teldeportivo      |
| Nueces de Ronda Atlético Torcal  | 4–2          | Clínica Blasco Joventut d'Elx      |
| Valdetires Ferrol FSF            | 1–4          | Arriva AD Alcorcón FSF             |
| CD IES Luis de Camoens           | 0–7          | Poio Pescamar FS                   |
| Cidade de As Burgas GLS          | 3–3 (2:3 p.) | La Boca te Lía Futsal Alcantarilla |
| CD Segosala                      | 1–2          | STV Roldán                         |
| CD Chiloeches                    | 3–6          | Viaxes Amarelle FS                 |
| Merkocash Salesianos Puertollano | 4–3          | Rayo Majadahonda FSF/Afar4         |
| CD Promesas EDF                  | 1–7          | FSF Móstoles                       |
| Mecanoviga Eixample FS           | 2–6          | Ourense CF Envialia                |

### Octavos de final
La disputarán los 16 equipos clasificados de la ronda anterior, el sorteo se realizó el 3 de noviembre de 2022 en la Ciudad del Fútbol de Las Rozas, entre los equipos había 4 equipos de segunda división y 12 de primera, no pudiéndose enfrentar entre los equipos de segunda división.
| Local                              | Resultado   | Visitante                         |
| ---------------------------------- | ----------- | --------------------------------- |
| Spring Cider Rodiles FSF           | 4–5         | Arriva AD Alcorcón FSF            |
| Merkocash Salesianos Puertollano   | 1–6         | Melilla Sport Capital Torreblanca |
| Nueces de Ronda Atlético Torcal    | 3–6         | Marín Futsal                      |
| Almagro FS                         | 0–1 (t. s.) | STV Roldán                        |
| CD Futsi Atlético Navalcarnero     | 5–1         | Poio Pescamar FS                  |
| La Boca te Lía Futsal Alcantarilla | 2–3 (t. s.) | Pescados Rubén Burela FS          |
| Gran Canaria FSF Teldeportivo      | 2–0         | Viaxes Amarelle FS                |
| Ourense CF Envialia                | 2–5         | FSF Móstoles                      |

### Cuartos de final
La disputarán los 8 equipos clasificados de la ronda anterior, el sorteo se realizó el 14 de abril de 2023 en la Ciudad del Fútbol de Las Rozas, el sorteo era puro, sin ningún tipo de condicionantes.
| Local                          | Resultado    | Visitante                         |
| ------------------------------ | ------------ | --------------------------------- |
| Arriva AD Alcorcón FSF         | 10–0         | Gran Canaria FSF Teldeportivo     |
| Pescados Rubén Burela FS       | 4–2          | FSF Móstoles                      |
| Marín Futsal                   | 1–2          | STV Roldán                        |
| CD Futsi Atlético Navalcarnero | 2–2 (3:1 p.) | Melilla Sport Capital Torreblanca |

### Semifinales
| Local                  | Resultado | Visitante                      |
| ---------------------- | --------- | ------------------------------ |
| Arriva AD Alcorcón FSF | 1–6       | Pescados Rubén Burela FS       |
| STV Roldán             | 4–2       | CD Futsi Atlético Navalcarnero |